# Alfonso de Portago
Alfonso Antonio Vicente Eduardo Ángel Blas Francisco de Borja Cabeza de Vaca y Leighton, Carvajal y Are, Conde de la Mejorada, Marqués de Portago, (* 11. Oktober 1928 in London; † 12. Mai 1957 nahe Guidizzolo, Italien) war ein spanischer Automobilrennfahrer und Bobsportler.

## Karriere

### Allroundsportler aus adligem Haus
Don Alfonso Antonio Vicente Eduardo Ángel Blas Francisco de Borja Cabeza de Vaca y Leighton, Carvajal y Are, Conde (Graf) de la Mejorada, Marqués (Markgraf) de Portago, wie er mit vollem Namen hieß, wurde als Sohn einer Irin und eines spanischen Adligen 1928 in London geboren und wuchs wohlbehütet in Biarritz auf, während sein Vater im Spanischen Bürgerkrieg kämpfte.
Dank seines Vermögens widmete er sich vielen Sportarten, insbesondere mit Pferden: er war Jockey, gewann die französische Amateurjockey-Meisterschaft, nahm zweimal am Grand National teil und spielte auch ausgezeichnet Polo. Als Bobfahrer nahm er 1956 an den Olympischen Winterspielen in Cortina d’Ampezzo teil und belegte im Zweierbob mit Vicente Sartorius den vierten Rang und im Viererbob mit Sartorius, Gonzalo Taboada und Luis Muñoz Rang neun. Ein Jahr später holte er im Zweierbob zusammen mit Luis Muñoz Bronze bei der Weltmeisterschaft. Alfonso de Portago war auch im Schwimmsport aktiv.
Bei alledem war de Portago kein verbissener Trainierer, sondern es zählte für ihn vor allem der Spaß, weswegen ihm Zeitgenossen den Spitznamen „Partygo“ in Anlehnung an seinen Namen verpassten.

### Motorsportkarriere
Zum Motorsport kam de Portago eher zufällig. Luigi Chinetti, ehemaliger Le-Mans-Sieger, fragte ihn 1953, ob er sein Beifahrer bei der Carrera Panamericana sein wollte. De Portago bejahte und war fortan ein begeisterter Motorsportler und Vorbild für reiche Sportwagenfahrer. 1954 erwarb er einen privaten Maserati und 1955 sah man ihn in einem auffällig gelb-schwarz lackierten privaten Ferrari.
Er zeigte bald, dass er ein ausgezeichneter Pilot war, und seine Leistungen bei Langstreckenrennen bewogen Enzo Ferrari dazu, ihm in der Automobil-Weltmeisterschaft 1956 einen Platz in seinem Werksteam zu geben. De Portagos bestes Resultat war der zweite Platz beim Großen Preis von Großbritannien 1956, den er sich allerdings mit Peter Collins teilen musste, da wie zu der Zeit üblich die Fahrer gewechselt werden konnten. Beim Großen Preis von Argentinien 1957 errang er als Fünfter erneut WM-Punkte.

### Tod bei der Mille Miglia

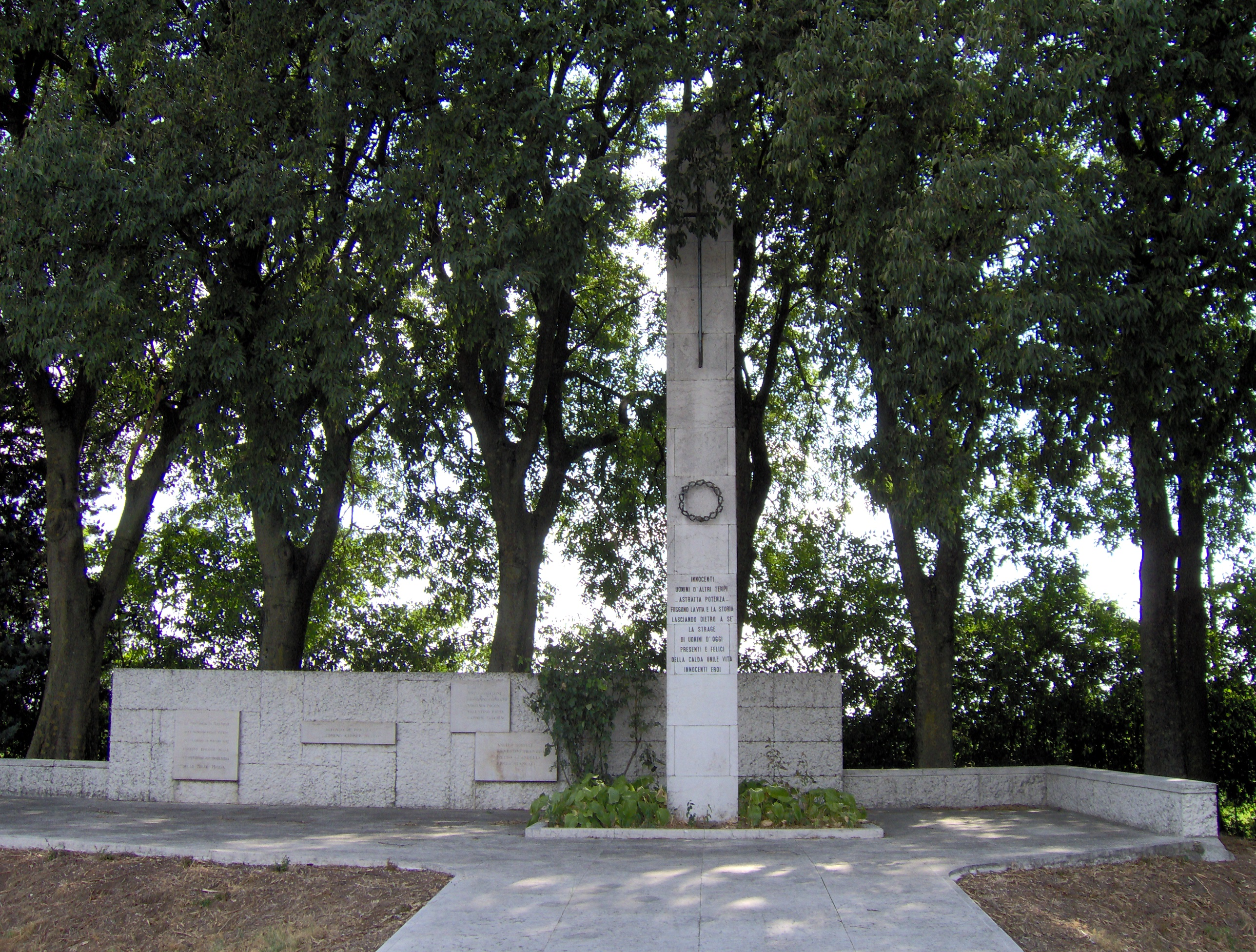
Das Denkmal an der Unfallstelle bei Guidizzolo

Auf Wunsch Enzo Ferraris nahm de Portago auf deinem Ferrari 335S an der Mille Miglia 1957 teil, obwohl er vorher Bedenken gegen das Rennen geäußert hatte. Ursprünglich lehnte er den ihm angebotenen Wagen ab und verwies auf Olivier Gendebien, der zielstrebiger an diesem Rennen teilnehmen wollte, aber seiner Meinung nach ein schwächeres Auto gestellt bekam. Daraufhin provozierte Ferrari ihn mit der Aussage, dass Gendebien auch so schneller fahren würde.
Ein Autorennen auf ungesicherten italienischen Landstraßen, quer durch Dörfer mit vielen Zuschauern entlang der Strecke erschien ihm gefährlich und nicht mehr zeitgemäß; aber dennoch fuhr er. Beim letzten Service-Stopp vor dem Ziel lag er auf Rang 3. Ein dringend notwendiger Reifenwechsel wurde abgelehnt, er hätte zu viel Zeit gekostet. Nahe dem Dorf Guidizzolo, zwischen Mantua und dem Ziel in Brescia, kam es zur Tragödie: Ein Reifen platzte, der Ferrari kam von der Straße ab und überschlug sich. De Portago starb, ebenso sein Beifahrer Edmund Nelson und neun Zuschauer, darunter fünf Kinder, 20 weitere Personen wurden zum Teil schwer verletzt. Der Unfall war ausschlaggebend dafür, dass die Mille Miglia in dieser Form verboten wurde. Zudem kam es zu einem drei Jahre dauernden Prozess gegen Ferrari und den Reifenhersteller Englebert.

## Statistik

### Statistik in der Automobil-Weltmeisterschaft

#### Gesamtübersicht
| Saison | Team             | Chassis      | Motor          | Rennen | Siege | Zweiter | Dritter | Poles | schn. Rennrunden | Punkte | WM-Pos. |
| ------ | ---------------- | ------------ | -------------- | ------ | ----- | ------- | ------- | ----- | ---------------- | ------ | ------- |
| 1956   | Scuderia Ferrari | Ferrari D50  | Lancia 2.5 V8  | 4      | −     | 1       | −       | −     | −                | 3      | 15.     |
| 1957   | Scuderia Ferrari | Ferrari D50A | Ferrari 2.5 V8 | 1      | −     | −       | −       | −     | −                | 1      | 20.     |
| Gesamt | Gesamt           | Gesamt       | Gesamt         | 5      | −     | 1       | −       | −     | −                | 4      |         |

#### Einzelergebnisse
| Saison | 1 | 2 | 3 | 4   | 5 | 6   | 7   | 8 |
| ------ | - | - | - | --- | - | --- | --- | - |
| 1956   |   |   |   |     |   |     |     |   |
|        |   |   |   | DNF | 2 | DNF | DNF |   |
| 1957   |   |   |   |     |   |     |     |   |
| 5      |   |   |   |     |   |     |     |   |

| Legende  | Legende            | Legende                                                          |
| Farbe    | Abkürzung          | Bedeutung                                                        |
| -------- | ------------------ | ---------------------------------------------------------------- |
| Gold     | –                  | Sieg                                                             |
| Silber   | –                  | 2. Platz                                                         |
| Bronze   | –                  | 3. Platz                                                         |
| Grün     | –                  | Platzierung in den Punkten                                       |
| Blau     | –                  | Klassifiziert außerhalb der Punkteränge                          |
| Violett  | DNF                | Rennen nicht beendet (did not finish)                            |
| Violett  | NC                 | nicht klassifiziert (not classified)                             |
| Rot      | DNQ                | nicht qualifiziert (did not qualify)                             |
| Rot      | DNPQ               | in Vorqualifikation gescheitert (did not pre-qualify)            |
| Schwarz  | DSQ                | disqualifiziert (disqualified)                                   |
| Weiß     | DNS                | nicht am Start (did not start)                                   |
| Weiß     | WD                 | zurückgezogen (withdrawn)                                        |
| Hellblau | PO                 | nur am Training teilgenommen (practiced only)                    |
| Hellblau | TD                 | Freitags-Testfahrer (test driver)                                |
| ohne     | DNP                | nicht am Training teilgenommen (did not practice)                |
| ohne     | INJ                | verletzt oder krank (injured)                                    |
| ohne     | EX                 | ausgeschlossen (excluded)                                        |
| ohne     | DNA                | nicht erschienen (did not arrive)                                |
| ohne     | C                  | Rennen abgesagt (cancelled)                                      |
| ohne     | keine WM-Teilnahme |                                                                  |
| sonstige | P/fett             | Pole-Position                                                    |
| sonstige | 1/2/3/4/5/6/7/8    | Punktplatzierung im Sprint-/Qualifikationsrennen                 |
| sonstige | SR/kursiv          | Schnellste Rennrunde                                             |
| sonstige | *                  | nicht im Ziel, aufgrund der zurückgelegten Distanz aber gewertet |
| sonstige | ()                 | Streichresultate                                                 |
| sonstige | unterstrichen      | Führender in der Gesamtwertung                                   |

### Le-Mans-Ergebnisse
| Jahr | Team                      | Fahrzeug                     | Teamkollege     | Platzierung | Ausfallgrund |
| ---- | ------------------------- | ---------------------------- | --------------- | ----------- | ------------ |
| 1954 | Officine Alfieri Maserati | Maserati A6GCS               | Carlo Tomasi    | Ausfall     | Motorschaden |
| 1956 | Scuderia Ferrari          | Ferrari 625LM Spider Touring | Duncan Hamilton | Ausfall     | Unfall       |

### Sebring-Ergebnisse
| Jahr | Team               | Fahrzeug              | Teamkollege      | Platzierung | Ausfallgrund    |
| ---- | ------------------ | --------------------- | ---------------- | ----------- | --------------- |
| 1954 | Harry Schell       | Ferrari 250MM Vignale | Harry Schell     | Ausfall     | Achsbruch       |
| 1955 | Marquis de Portago | Ferrari 750 Monza     | Umberto Maglioli | Ausfall     | Getriebeschaden |
| 1956 | Scuderia Ferrari   | Ferrari 857S          | Jim Kimberly     | Ausfall     | Ventilschaden   |
| 1957 | Ferrari Factory    | Ferrari 315 Sport     | Luigi Musso      | Rang 7      |                 |

### Einzelergebnisse in der Sportwagen-Weltmeisterschaft
| Saison | Team                                                     | Rennwagen                                      | 1   | 2   | 3   | 4   | 5   | 6   | 7   |
| ------ | -------------------------------------------------------- | ---------------------------------------------- | --- | --- | --- | --- | --- | --- | --- |
| 1953   | Scuderia Gustalla                                        | Ferrari 375MM                                  | SEB | MIM | LEM | SPA | NÜR | RTT | CAP |
| 1953   | Scuderia Gustalla                                        | Ferrari 375MM                                  |     |     |     | DNF |     |     |     |
| 1954   | Alfonso de Portago Harry Schell Maserati Scuderia Espana | Ferrari 250MM Maserati A6GCS Ferrari 750 Monza | BUA | SEB | MIM | LEM | RTT | CAP |     |
| 1954   | Alfonso de Portago Harry Schell Maserati Scuderia Espana | Ferrari 250MM Maserati A6GCS Ferrari 750 Monza | 2   | DNF |     | DNF |     | DNF |     |
| 1955   | Alfonso de Portago                                       | Ferrari 750 Monza                              | BUA | SEB | MIM | LEM | RTT | TAR |     |
| 1955   | Alfonso de Portago                                       | Ferrari 750 Monza                              | DNF |     |     |     |     |     |     |
| 1956   | Scuderia Ferrari                                         | Ferrari 857S Ferrari 290MM Ferrari 860 Monza   | BUA | SEB | MIM | NÜR | KRI |     |     |
| 1956   | Scuderia Ferrari                                         | Ferrari 857S Ferrari 290MM Ferrari 860 Monza   |     | DNF |     | 3   | 3   |     |     |
| 1957   | Scuderia Ferrari                                         | Ferrari 290MM Ferrari 315S Ferrari 335S        | BUA | SEB | MIM | NÜR | LEM | KRI | CAR |
| 1957   | Scuderia Ferrari                                         | Ferrari 290MM Ferrari 315S Ferrari 335S        | 3   | 7   | DNF |     |     |     |     |